# Green Drop Award

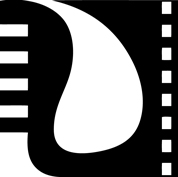
Logo Green Drop Award

Il Green Drop Award è un premio collaterale della Mostra internazionale d'arte cinematografica di Venezia nato nel 2012 e promosso da Green Cross Italia e dalla Città di Venezia.
Viene assegnato al film - tra quelli in gara nella selezione ufficiale - che “meglio abbia interpretato i valori dell'ecologia e dello sviluppo sostenibile, con particolare attenzione alla conservazione del Pianeta e dei suoi ecosistemi per le generazioni future, agli stili di vita e alla cooperazione fra i popoli”.
Il trofeo Green Drop è un'opera unica creata per ogni edizione dal maestro vetraio Simone Cenedese di Murano, rappresenta una goccia d'acqua al cui interno trova posto un campione di terra che ogni anno proviene da un territorio diverso e particolarmente rappresentativo per i temi del Premio.
Il Comitato d’onore, tutto al femminile, è composto da: Claudia Cardinale con la propria Fondazione, Simona Izzo, Ottavia Piccolo, Paola Comin, Nevina Satta e Chiara Tonelli.
Il comitato organizzatore è composto da Marco Gisotti, Elio Pacilio, Maurizio Paffetti, Letizia Palmisano.

## I premi Green Drop Award
- 2012: La quinta stagione (La Cinquième Saison), regia di Peter Brosens e Jessica Woodworth
- 2013: Ana Arabia, regia di Amos Gitai
- 2014: Belye noči počtal'ona Alekseja Trjapicyna, regia di Andrej Končalovskij
- 2015: Bēixī móshòu, regia di Zhao Liang
- 2016
  - Spira mirabilis, regia di Massimo D'Anolfi e Martina Parenti
  - Voyage of Time, regia di Terrence Malick
- 2017: First Reformed - La creazione a rischio (First Reformed), regia di Paul Schrader
- 2018: Van Gogh - Sulla soglia dell'eternità (At Eternity's Gate), regia di Julian Schnabel
- 2019: L'ufficiale e la spia (J'accuse), regia di Roman Polański
- 2020: Notturno, regia di Gianfranco Rosi
- 2021: Il buco, regia di Michelangelo Frammartino
- 2022: Rumore bianco (White Noise), regia di Noah Baumbach
- 2023
  - Green Border (Zielona granica), regia di Agnieszka Holland
  - Io capitano, regia di Matteo Garrone
- 2024
  - Vermiglio, regia di Maura Delpero
  - Io sono ancora qui (Ainda estou aqui), regia di Walter Salles

Menzioni speciali
- 2017: Premio speciale per l'animazione a Nausicaa, l'altra Odissea, regia di Bepi Vigna
- 2022: Premio speciale a Siccità, regia di Paolo Virzì

## Blu Drop Award
- 2013 - Francesco Rosi per Le mani sulla città, film del 1963 ritenuto di straordinaria attualità per i temi ambientali trattati.
- 2020 - Terry Gilliam Premio alla Carriera, “per il suo cinema e le sue opere distopiche che da sempre ci mettono in guardia sui rischi della cattiva scienza, dei corrotti e della banalità”.[2]